# Thomas Skriver Jensen
Thomas Skriver Jensen, né le 27 mars 1996 à Odense (Danemark), est un homme politique danois, membre de la Social-démocratie.

## Biographie
Thomas Skriver Jensen est technicien industriel de formation. Il est engagé auprès du syndicat Dansk Metal dont il intègre la direction en 2018, et préside la branche de jeunesse de 2018 à 2021.
Engagé au sein de la Social-démocratie, il est élu député au Folketing lors des élections législatives du 1er novembre 2022. Après le scrutin, il devient le porte-parole du groupe social démocrate pour la formation professionnelle. En 2023, il succède à Birgitte Vind à la présidence de la commission parlementaire sur l'immigration et l'intégration.
En septembre 2024, il quitte la présidence de la commission sur l'immigration pour succéder à Bjarne Laustsen à la présidence de celle sur l'emploi. En avril 2025, il quitte son rôle de porte-parole social-démocrate sur la formation professionnelle, pour devenir porte-parole sur les questions d'alimentation.